# جيه. بلان
جيه. بلان هو ممثل فرنسي، ولد في 13 فبراير 1969 بباريس في فرنسا.

## أعمال

### أفلام
- (2000) 102 كلب مرقش[4][5]
- (2002) كونت مونتي كريستو[6]
- (2006)  ذكريات اللا أحد
- (2007)  في نهاية العالم
- (2009) معزوفة ضوء القمر
- (2016) كلاب حرب[7]

### مسلسلات
- اختلال ضال
- كولد كيس

## وصلات خارجية
- جيه. بلان على موقع IMDb (الإنجليزية)
- جيه. بلان على موقع ألو سيني (الفرنسية)
- جيه. بلان على موقع أول موفي (الإنجليزية)
- جيه. بلان على موقع قاعدة بيانات الأفلام السويدية (السويدية)
- جيه. بلان على موقع قاعدة بيانات الفيلم (الإنجليزية)
- جيه. بلان على موقع كينوبويسك (الروسية)
- جيه. بلان على موقع ANN person (الإنجليزية)